# Caixa de parells de Cooper

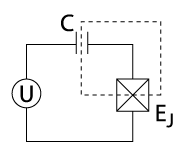
Esquema del circuit d'una caixa de parells de Cooper (o Qbit de càrrega). L'illa (línia de punts) està formada per l'elèctrode superconductor entre el condensador de la porta i la capacitat de la unió.

En la computació quàntica, un Qbit de càrrega (també conegut com a caixa de parells de Cooper) és un Qbit els estats bàsics del qual són estats de càrrega (és a dir, estats que representen la presència o absència d'excés de parells de Cooper a l'illa).
En la computació quàntica superconductora, un Qbit de càrrega està format per una petita illa superconductora acoblada per una unió de Josephson (o pràcticament, a una unió túnel superconductora) a un dipòsit superconductor (vegeu la figurade la dreta). L'estat del Qbit està determinat pel nombre de parells de Cooper que han fet un túnel a través de la unió.
En contrast amb l'estat de càrrega d'un ió atòmic o molecular, els estats de càrrega d'aquesta «illa» impliquen un nombre macroscòpic d'electrons de conducció de l'illa. La superposició quàntica dels estats de càrrega es pot aconseguir ajustant la tensió de porta la U que controla el potencial químic de l'illa. El Qbit de càrrega normalment es llegeix acoblant electrostàticament l'illa a un electròmetre extremadament sensible com el transistors d'electró únic de radiofreqüència.
Els temps de coherència T₂ típics per a un Qbit de càrrega són de l'ordre d'1-2 μs. Un treball recent ha demostrat que els temps T₂ s'acosten als 100 μs utilitzant un tipus de Qbit de càrrega conegut com a transmon dins d'una cavitat superconductora tridimensional.
Entendre els límits de T₂ és una àrea activa de recerca en el camp de la computació quàntica superconductora.

## Fabricació
Els Qbits de càrrega es fabriquen utilitzant tècniques similars a les utilitzades per a la microelectrònica. Els dispositius solen fer-se amb hòsties de silici o safir mitjançant litografia de feix d'electrons (diferent del Qbit de fase, que utilitza fotolitografia) i processos d'evaporació de pel·lícula fina metàl·lica. Per crear unions de Josephson, normalment s'utilitza una tècnica coneguda com a «evaporació de l'ombra»; això implica evaporar el metall font alternativament en dos angles a través de la màscara definida per litografia a la resistència del feix d'electrons. Això dona lloc a dues capes superposades del metall superconductor, entre les quals es diposita una fina capa d'aïllant (normalment òxid d'alumini).

## Hamiltonià
Si la unió de Josephson té una capacitat d'unió {\displaystyle C_{\rm {J}}}, i el condensador de la porta {\displaystyle C_{\rm {g}}}, aleshores l'energia de càrrega (Coulomb) d'un parell de Cooper és:
{\displaystyle E_{\rm {C}}=(2e)^{2}/2(C_{\rm {g}}+C_{\rm {J}}).}
Si {\displaystyle n} indica el nombre de parells de Cooper en excés a l'illa (és a dir, la seva càrrega neta és {\displaystyle -2ne}), aleshores el hamiltonià és:
{\displaystyle H=\sum _{n}{\big [}E_{\rm {C}}(n-n_{\rm {g}})^{2}|n\rangle \langle n|-{\frac {1}{2}}E_{\rm {J}}(|n\rangle \langle n+1|+|n+1\rangle \langle n|){\big ]},}
on {\displaystyle n_{\rm {g}}=C_{\rm {g}}V_{\rm {g}}/(2e)} és un paràmetre de control conegut com a «càrrega de compensació efectiva» ({\displaystyle V_{\rm {g}}} és la tensió de la porta), i {\displaystyle E_{\rm {J}}} l'energia de Josephson de la unió del túnel.
A baixa temperatura i tensió de la porta baixa, es pot limitar l'anàlisi només als estats més baixos {\displaystyle n=0} i {\displaystyle n=1} i, per tant, obtenir un sistema quàntic de dos nivells (també conegut com Qbit).
S'ha de tenir en compte que alguns articles recents adopten una notació diferent, i defineixen l'energia de càrrega com la d'un electró:
{\displaystyle E_{\rm {C}}=e^{2}/2(C_{\rm {g}}+C_{\rm {J}}),}
i aleshores el hamiltonià corresponent és:
{\displaystyle H=\sum _{n}{\big [}4E_{\rm {C}}(n-n_{\rm {g}})^{2}|n\rangle \langle n|-{\frac {1}{2}}E_{\rm {J}}(|n\rangle \langle n+1|+|n+1\rangle \langle n|){\big ]}.}

## Beneficis
Fins ara, les realitzacions de Qbits que han tingut més èxit són les trampes iòniques i la RMN, amb l'algorisme de Shor fins i tot s'està implementant mitjançant la RMN. Tanmateix, és difícil veure que aquests dos mètodes s'escalin als centenars, milers o milions de Qbits necessaris per crear un ordinador quàntic. Les representacions d'estat sòlid dels Qbits són molt més fàcilment escalables, però ells mateixos tenen el seu propi problema: la decoherència. Però els superconductors tenen l'avantatge de ser més fàcilment escalables i són més coherents que els sistemes normals d'estat sòlid.

## Progressos experimentals
La implementació dels Qbits de càrrega superconductora ha avançat ràpidament des de 1996. El disseny va ser descrit teòricament el 1997 per Shnirman, mentre que l'evidència de la coherència quàntica de la càrrega en una caixa de parells Cooper va ser publicada el febrer de 1997 per Vincent Bouchiat et al. El 1999, Nakamura et al. van observar per primera vegada oscil·lacions coherents en el Qbit de càrrega. La manipulació dels estats quàntics i la realització completa del Qbit de càrrega es va observar 2 anys després. L'any 2007, Robert J. Schoelkopf, Michel Devoret, Steven M. Girvin i els seus col·legues van desenvolupar a la Universitat Yale un dispositiu més avançat conegut com a Transmon que mostrava temps de coherència millorats a causa de la seva reduïda sensibilitat al soroll de càrrega.